# Tetraglochin
Tetraglochin es un género de plantas de la familia de las rosáceas  con 14 especies.

## Taxonomía
Tetraglochin fue descrita por Eduard Friedrich Poeppig y publicado en Fragmentum Synopseos Plantarum Phanerogamum 26, en el año 1833. La especie tipo es: Tetraglochin strictum Poepp. 

## Especies
- Tetraglochin acanthocarpus
- Tetraglochin alatum
- Tetraglochin ameghinoi
- Tetraglochin buxifolium
- Tetraglochin caespitosum
- Tetraglochin clarazii
- Tetraglochin cristatum
- Tetraglochin inerme
- Tetraglochin longifolium
- Tetraglochin microphyllum
- Tetraglochin paucijugatum
- Tetraglochin stricta
- Tetraglochin striosum
- Tetraglochin tragacantha